# Coeficiente de transferencia convectiva de masa
El coeficiente de transferencia convectiva de masa establece la forma en que se realiza el movimiento de masa por convección. Para la transferencia turbulenta de una masa C constante, se obtiene mediante la expresión:
En ella, D es la difusividad molecular en m²/s y {\displaystyle \varepsilon } es la difusividad de masa de remolinos en las mismas unidades. El valor de {\displaystyle \varepsilon }  es variable, cercano a cero en la interfaz o en la superficie, y aumentando a medida que se incrementa la separación de la pared.
- Datos: Q5776096